# JUST BECAUSE 〜JAYWALK ORIGINAL EDITION 2〜
『JUST BECAUSE 〜JAYWALK ORIGINAL EDITION 2〜』（ジャスト・ビコーズ ジェイ・ウォーク・オリジナル・エディション・ツー）は、JAYWALK4枚目のセルフ・カバー・アルバム。2006年9月27日、オーマガトキ/OAK RECORDSから発売された。

## 概要
「何も言えなくて…夏 〜JAYWALK ORIGINAL EDITION 1〜」に続くセルフ・カバーアルバム。代表曲・既発楽曲を2006年ヴァージョンで再録。

## 収録曲
1. JUST BECAUSE
2. モーニング・グロウ
3. センチメンタル・ロード
4. それはジェラシー
5. Thousand miles
6. 雨上がりのRAINBOW
7. ジム シャピロのテーマ
8. 許されざる愛
9. ユア・マイ・フレンド
10. 夕陽にグッドバイ
11. 「俺…」
12. 重い雨
13. JOE
14. 真夜中のプレステージ
15. SO LONG